# Tinakenkätyttö
Tinakenkätyttö è un album di Kaija Koo, pubblicato nel 1999.

## Trace
1. Tinakenkätyttö (Markku Impiö)
2. Magneettimies (Markku Impiö)
3. Ex-nainen (Markku Impiö)
4. Allaround-mies (Markku Impiö)
5. Isä (Markku Impiö)
6. Kaljaa pöytään (Markku Impiö)
7. Aino (Markku Impiö)
8. Taas mua viedään (Markku Impiö)
9. Kanoottiretki (Kaija Koo)
10. Joku toinen saa sua odottaa (Markku Impiö)
11. Uni ei tuu (Markku Impiö)